# Unión de Amigos para la Protección del Ambiente
Die Unión de Amigos para la Protección del Ambiente (UNAPROA) (dt. Freundschaftsbund für den Umweltschutz) ist eine Umweltschutzorganisation in Costa Rica mit Sitz in San Isidro de El General in der Provinz San José. Die Organisation wurde 1995 von den Vertretern von sechs Dorfgemeinschaften der Region Brunca gegründet, nachdem auf der Finca Sonador eine Tagung zum Thema Umweltschutz stattgefunden hatte. Die Ziele der Organisation sind es, den Schutz der Wassereinzugsgebiete, die organische Landwirtschaft und den Ökotourismus in der Region zu fördern. Die Mitglieder sind größtenteils Bauern, die kleine Flächen an den Hängen des Talamanca-Gebirges bewirtschaften. Mittlerweile umfasst UNAPROA Vertreter kleinbäuerlicher Vereinigungen aus dreißig Dörfern, darunter auch einer indigenen Dorfgemeinschaft. Die UNAPROA kooperiert seit mehreren Jahren mit der österreichischen Grünen Bildungswerkstatt.
Maßnahmen zum Schutz der durch illegale Brandrodungen und Schlägereien bedrohten Umwelt sind in diesem Vorhaben involviert. Meistens stehen hinter diesen Untaten, die zu Erosion und Versiegen von Wasserläufen führen, große Forstunternehmen oder Großgrundbesitzer. Damit zerstören sie das gesamte Ökosystem und die Basis der kleinbäuerlichen Subsistenzwirtschaft. Oft werden auch auf den nahegelegenen Monokulturen (Ananas- und Kaffeeplantagen) großer Agrarkonzerne massiv Chemikalien eingesetzt, welche die Gesundheit der Landarbeiter, den Boden und das Grundwasser gefährden.
Die UNAPROA ist eine Einsatzstelle des österreichischen Auslandsdienstes.